# Синхронна орбіта
Синхронна орбіта — така орбіта, на якій період обертання супутника дорівнює  періоду осьового обертання центрального тіла.
Якщо синхронна орбіта колова і її площина збігається з площиною екватора центрального тіла, то таку орбіту називають стаціонарною. Супутник на стаціонарній орбіті здається нерухомим з точки зору спостерігачів, що знаходяться на центральному тілі. Відповідні орбіти Землі називають геосинхронною і геостаціонарною.

## Приклади
- Харон обертається навколо  Плутона з періодом, рівним періоду обертання Плутона навколо своєї осі.
- Багато  штучних супутників Землі знаходяться на  геостаціонарній орбіті.

## Обчислення висоти орбіти
Радіус синхронної орбіти можна обчислити за формулою
{\displaystyle R={\sqrt[{3}]{\frac {G\cdot M_{c}}{\omega ^{2}}}}},
де  R  — радіус орбіти,  G  — гравітаційна стала, Mc — маса центрального тіла, ω — кутова швидкість обертання центрального тіла.
Для практичних обчислень, однак, доцільніше виходити не з маси центрального тіла Mc, а з його стандартного гравітаційного параметра μ = GMc.'. Це пов'язано з тим, що значення μ відомо з набагато більшою точністю, ніж значення G або Mc. Формула тоді набуває вигляду
{\displaystyle R={\sqrt[{3}]{\frac {\mu }{\omega ^{2}}}}}.
Висоту синхронної орбіти над екватором можна потім обчислити за формулою
H = R − r,
де  H  — висота орбіти,  r  — екваторіальний радіус центрального тіла.

## Синхронна орбіта для деяких небесних тіл
| назван | μ, км³·с−2   | період обертання, діб | r, Мм  | R, Мм   | H, Мм   |
| ------ | ------------ | --------------------- | ------ | ------- | ------- |
| Земля  | 398600,4418  | 0,99726968            | 6,3781 | 42,1642 | 35,7861 |
| Марс   | 42828        | 1,025957              | 3,3962 | 20,4276 | 17,0314 |
| Юпітер | 126686534    | 0,4135417             | 71,492 | 160,009 | 88,517  |
| Сонце  | 132712440018 | 25,05                 | 695,5  | 25064,8 | 24369,3 |